# 小行星1397
小行星1397（1397 Umtata）是一颗围绕太阳公转的小行星。1936年8月9日，西里爾·傑克遜在约翰内斯堡发现了此天体。
該小行星以南非的城鎮烏姆塔塔命名。
这颗小行星的绝对星等为206.25328等。